# Diocesi di Polemonio
La diocesi di Polemonio (in latino: Dioecesis Polemoniensis) è una sede soppressa del patriarcato di Costantinopoli e una sede titolare della Chiesa cattolica.

## Storia
Polemonio, identificabile con Fatsa nell'odierna Turchia (distretto omonimo nella provincia di Ordu), è un'antica sede episcopale della provincia romana del Ponto Polemoniaco nella diocesi civile del Ponto. Faceva parte del patriarcato di Costantinopoli ed era suffraganea dell'arcidiocesi di Neocesarea. La sede è documentata nelle Notitiae Episcopatuum del patriarcato fino al XII secolo.
Diversi sono i vescovi documentati di questa antica diocesi bizantina. Le Quien assegna come primo vescovo di Polemonio Aretius, che prese parte al concilio di Neocesarea nel 314/315; tuttavia le molte varianti presenti nella tradizione manoscritta, rendono difficile individuare tanto il nome esatto del vescovo (Aretius, Eretius, Histricus, Erytrius) quanto la sua sede di appartenenza.
Il primo vescovo attribuibile con certezza a Polemonio è Giovanni I, che fu tra i padri del concilio di Calcedonia del 451, e che nel 458 sottoscrisse la lettera dei vescovi del Ponto Polemoniaco all'imperatore Leone I dopo l'uccisione di Proterio di Alessandria.
Le fonti conciliari attestano l'esistenza di altri quattro vescovi di Polemonio: Anastasio intervenne solo alle ultime sessioni del terzo concilio di Costantinopoli, a partire dagli inizi di agosto del 681; Domizio prese parte al concilio in Trullo nel 691/692, Costantino a quello di Nicea nel 787, e Giovanni II al concilio dell'869/870 che condannò il patriarca Fozio di Costantinopoli.
Le fonti sigillografiche hanno restituito i nomi di tre vescovi, Ciro, Andrea e Fotino, i cui sigilli episcopali sono datati tra VIII e X secolo.
Dal XVIII secolo Polemonio è annoverata tra le sedi vescovili titolari della Chiesa cattolica; la sede è vacante dal 26 maggio 1978. Il suo ultimo titolare è stato Estanislau Arnoldo Van Melis, prelato di São Luís de Montes Belos in Brasile.

## Cronotassi

### Vescovi greci
- Arezio ? † (menzionato nel 314/315 circa)
- Giovanni I † (prima del 451 - dopo il 458)
- Anastasio † (menzionato nel 681)
- Domizio † (menzionato nel 691/692)
- Costantino † (menzionato nel 787)
- Ciro † (circa VIII-IX secolo)
- Giovanni II † (menzionato nell'869)
- Andrea † (circa IX-X secolo)[12]
- Fotino † (seconda metà del X secolo)

### Vescovi titolari
- Alexander MacDonald † (30 settembre 1779 - 9 settembre 1791 deceduto)
- Jan Kanty Podhorodeński † (20 agosto 1804 - 4 ottobre 1832 deceduto)
- Annet-Théophile Pinchon, M.E.P. † (23 aprile 1859 - 26 ottobre 1891 deceduto)
- Pietro Broyer, S.M. † (30 marzo 1896 - 29 ottobre 1918 deceduto)
- Joseph Darnand, S.M. † (4 agosto 1919 - 1º giugno 1962 deceduto)
- Estanislau Arnoldo Van Melis, C.P. † (26 novembre 1962 - 26 maggio 1978 dimesso)